# 瓦伦霍尔茨
瓦伦霍尔茨是德国下萨克森州的一个市镇。总面积57.99平方公里，总人口3655人，其中男性1815人，女性1840人（2011年12月31日），人口密度63人/平方公里。